# Кинелл, Джордж
Джордж Кинелл (англ. George Kinnell; 22 декабря 1937, Кауденбит, Файф — 16 октября 2021) — шотландский футболист, играл на позиции полузащитника.

## Биография

### Игровая карьера
В январе 1959 года присоединился к клубу «Абердин», за который играл в течение четырёх сезонов. Кинелл играл в «Абердине» на нескольких позициях — флангового защитника, полузащитника, а затем закрепился на позиции центрального защитника и был штатным исполнителем пенальти. Всего за «Абердин» во всех турнирах сыграл 165 матчей и забил 25 голов.
В 1963 году переехал в Англию и присоединился к клубу «Сток Сити»; сумма трансфера составила 35 000 фунтов стерлингов. В составе «гончаров» Кинелл играл в течение трёх сезонов. В Первом дивизионе сыграл 91 матч и забил 6 голов. Главный тренер «Сток Сити» Тони Уоддингтон использовал его в качестве выдвинутого вперед полузащитника.
В 1966 году перешёл в «Олдем Атлетик», сыграв за него только 12 матчей и забил 8 голов. В том же году перешёл в «Сандерленд», в котором отыграл два сезона. Кинелл играл также за «Мидлсбро» и завершил карьеру в Австралии в клубе «Брунсвик Ювентус».

### Смерть
Скончался 16 октября 2021 года в возрасте 83 лет после продолжительной борьбы с деменцией и болезнью Альцгеймера.